# フィッツ・ホール
フィッツ・ベンジャミン・ホール（Fitz Benjamin Hall, 1980年12月20日 - ）は、イングランド・ウォルサム・フォレスト区レイトンストン出身の元サッカー選手。現役時代のポジションはDF。

## 経歴
ユース時代はウェストハム・ユナイテッドFCに所属した。
バーネットFCでキャリアをスタートさせる。
2008-2009シーズン冬季移籍期間にウィガン・アスレティックFCからクイーンズ・パーク・レンジャーズFCへ移籍した。

## 所属クラブ
- バーネットFC 2000-2001
- チェシャム・ユナイテッドFC 2001-2002
- オールダム・アスレティックAFC 2002-2003
- サウサンプトンFC 2003-2004
- クリスタル・パレスFC 2004-2006
- ウィガン・アスレティックFC 2006-2008
- クイーンズ・パーク・レンジャーズFC 2008-2012

→ ニューカッスル・ユナイテッドFC 2010 (loan)
- ワトフォードFC 2012-2014

## タイトル
QPR
- フットボールリーグ・チャンピオンシップ : 2010-11